# Cadre-45/2-Weltmeisterschaft 1927

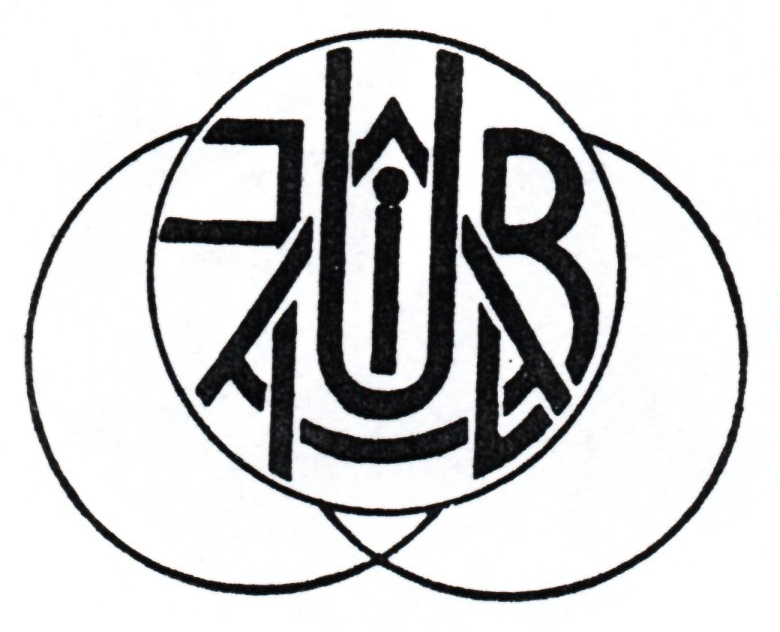
Logo UIFAB (ausrichtender Verband)

Veranstaltungsort: Paris

Die Cadre-45/2-Weltmeisterschaft 1927 war die 20. Weltmeisterschaft, die bis 1947 im Cadre 45/2 und ab 1948 im Cadre 47/2 ausgetragen wurde. Das Turnier fand vom 12. bis zum 19. März 1927 in Paris in Frankreich statt.

## Geschichte
Die Leistungen bei dieser Weltmeisterschaft waren nicht sehr gut. Viele Teilnehmer beschwerten sich über das sehr schlechte Material. Der Ausrichter benutzte Billardtücher und Bälle von dem Hersteller der am meisten geboten hatte. Ohne eine Niederlage verteidigte der Belgier Théo Moons sicher seinen 1926 errungenen Weltmeistertitel.

## Turniermodus
Das ganze Turnier wurde im Round Robin System bis 400 Punkte gespielt. Bei MP-Gleichstand (außer bei Punktgleichstand beim Sieger) wird in folgender Reihenfolge gewertet:
1. MP = Matchpunkte
2. GD = Generaldurchschnitt
3. HS = Höchstserie

## Ergebnis

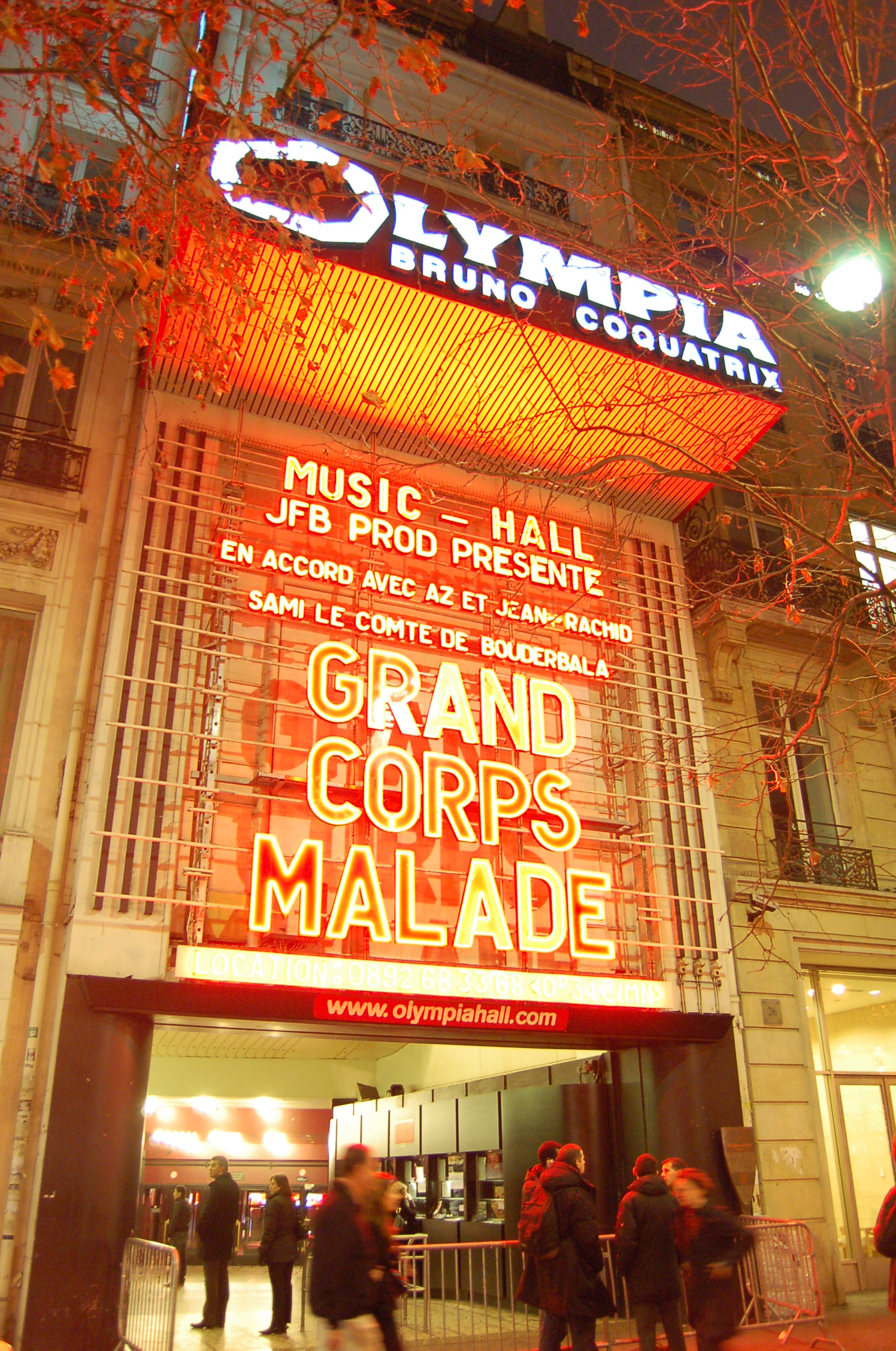
Fassade Olympia Paris (Heute)

| MP    | Match Points (Sieger = 2; Unentschieden = 1; Verlierer = 0) |
| Pkte. | Erzielte Karambolagen                                       |
| Aufn. | Benötigte Versuche                                          |
| GD    | Generaldurchschnitt                                         |
| BED   | Bester Einzeldurchschnitt eines Spielers                    |
| HS    | Höchstserie                                                 |
|       | Bester GD des Turniers                                      |
|       | Bester ED des Turniers                                      |
|       | Beste HS des Turniers                                       |
|       | 1. Platz (Gold)                                             |
|       | 2. Platz (Silber)                                           |
|       | 3. Platz (Bronze)                                           |

| Platz                      | Name                 | MP   | Pkte. | Aufn. | GD    | BED   | HS  |
| -------------------------- | -------------------- | ---- | ----- | ----- | ----- | ----- | --- |
| 1                          | Théo Moons           | 14:0 | 2800  | 199   | 14,07 | 25,00 | 153 |
| 2                          | Charles Faroux       | 10:4 | 2532  | 204   | 12,41 | 21,05 | 92  |
| 3                          | Edmond Soussa        | 8:6  | 2601  | 190   | 13,68 | 21,05 | 101 |
| 4                          | Jan Dommering        | 8:6  | 2748  | 212   | 12,96 | 22,22 | 156 |
| 5                          | Gustave van Belle    | 6:8  | 2283  | 165   | 13,87 | 28,57 | 124 |
| 6                          | Jean-Pierre Martenet | 6:8  | 2225  | 200   | 11,12 | 16,66 | 122 |
| 7                          | Albert Corty         | 2:12 | 1811  | 194   | 9,33  | 11,76 | 76  |
| 8                          | Gaston de Doncker    | 2:12 | 1911  | 218   | 8,76  | 10,25 | 92  |
| Turnierdurchschnitt: 11,95 |                      |      |       |       |       |       |     |